# Lijst van Delftenaren
Dit is een lijst van personen die in Delft zijn geboren of daar hebben gewoond.

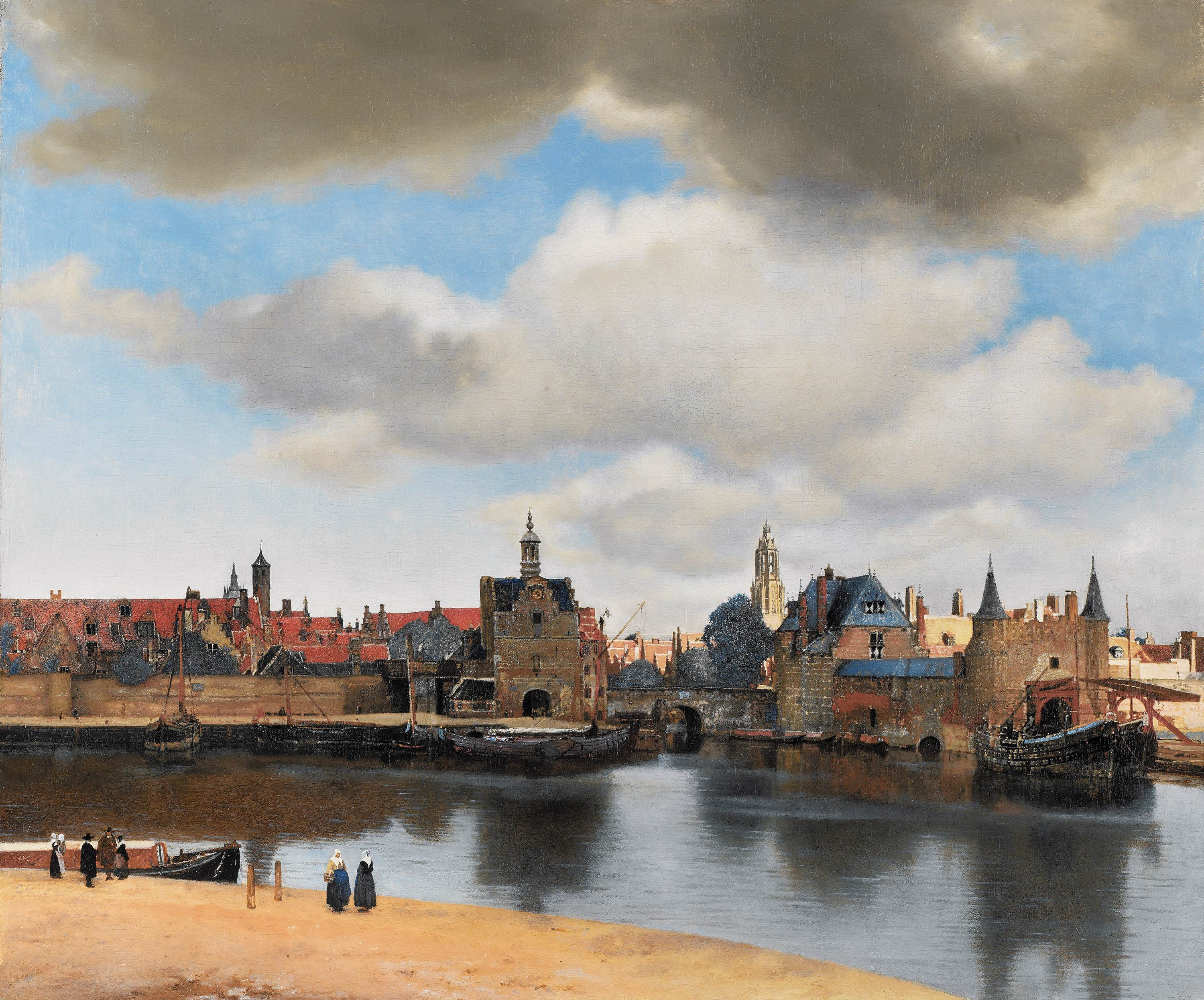
Delft, geschilderd door Johannes Vermeer

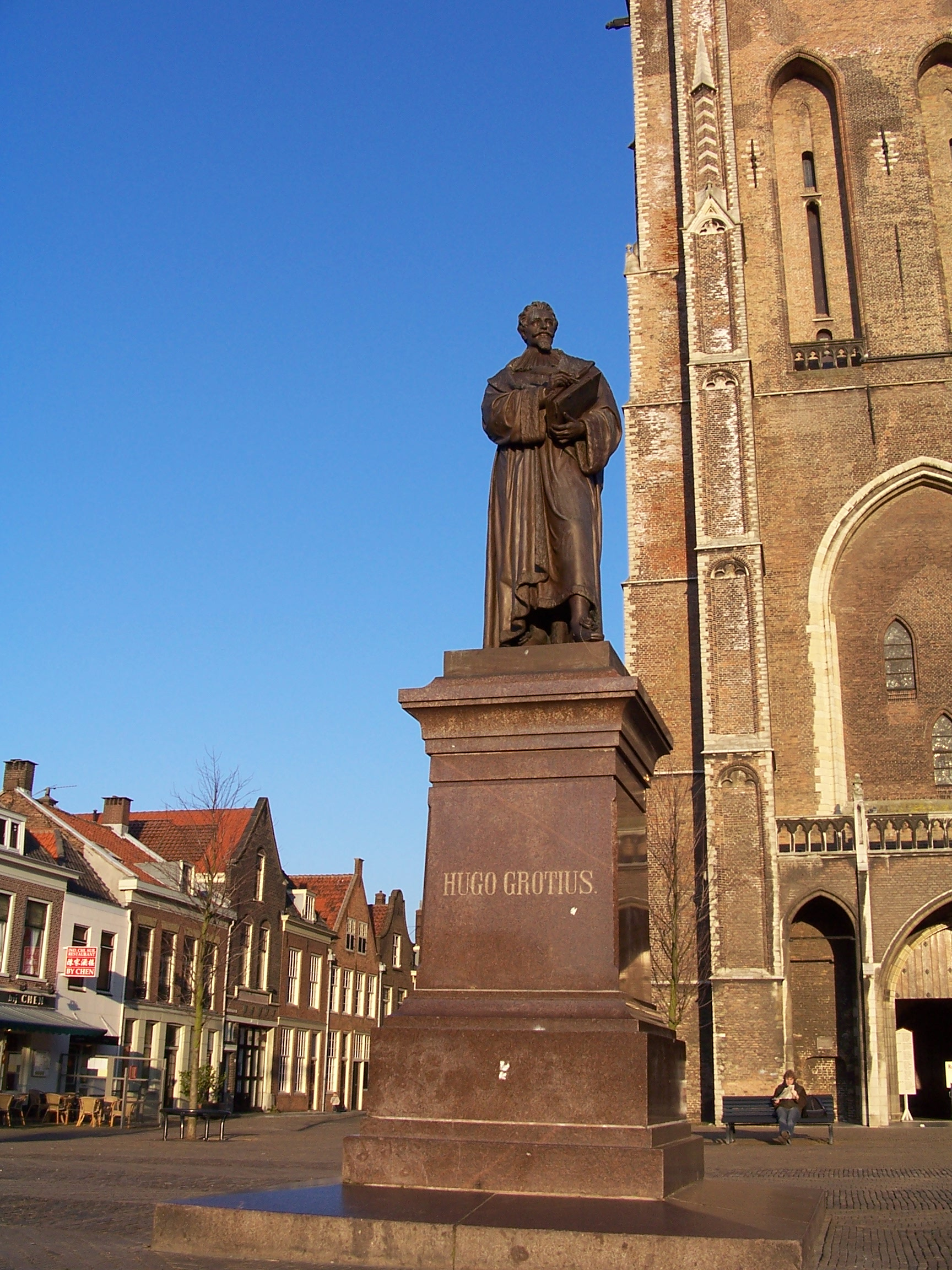
Beeld van Hugo de Groot op het Marktplein in Delft.

## In Delft geboren

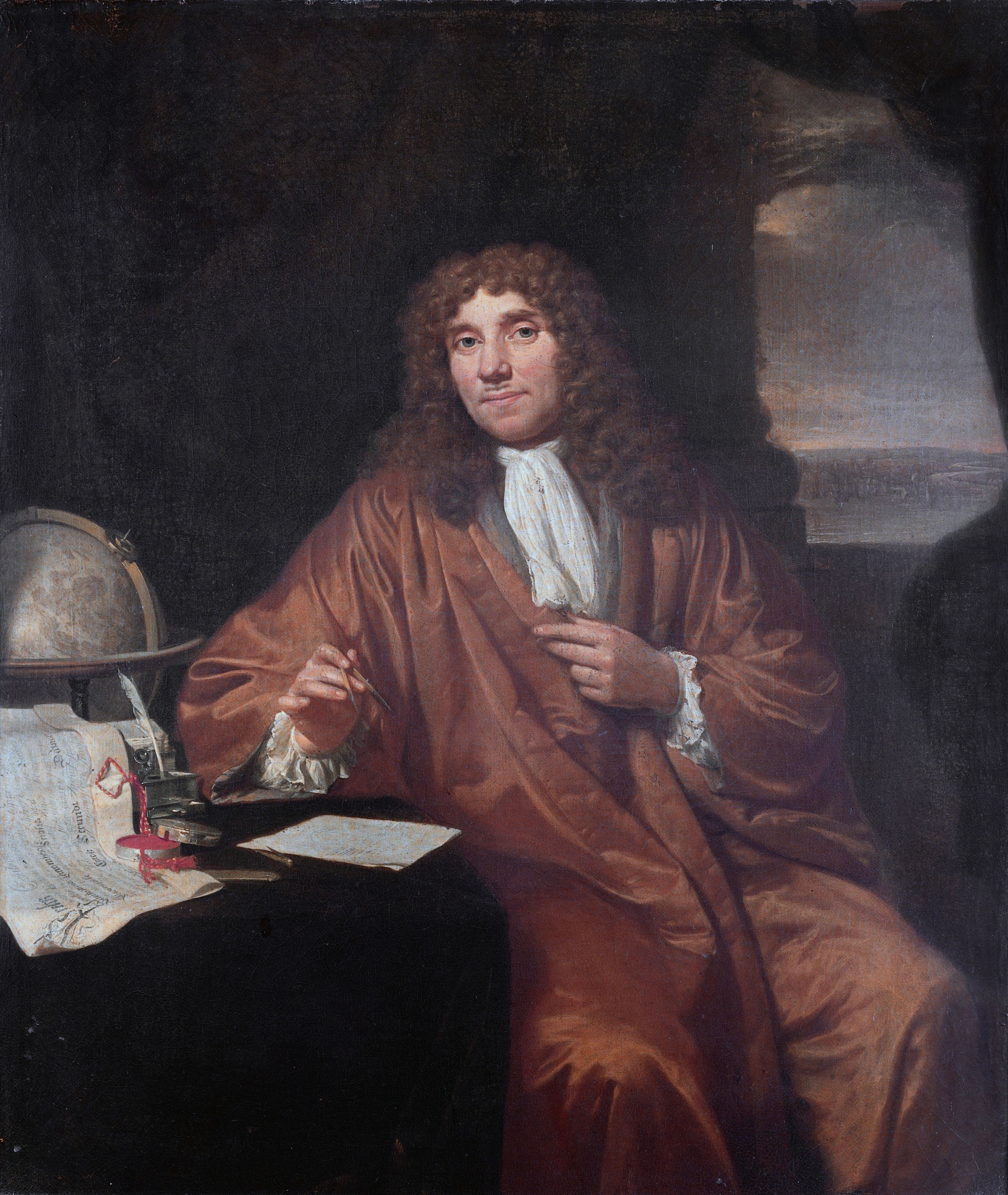
Antoni van Leeuwenhoek

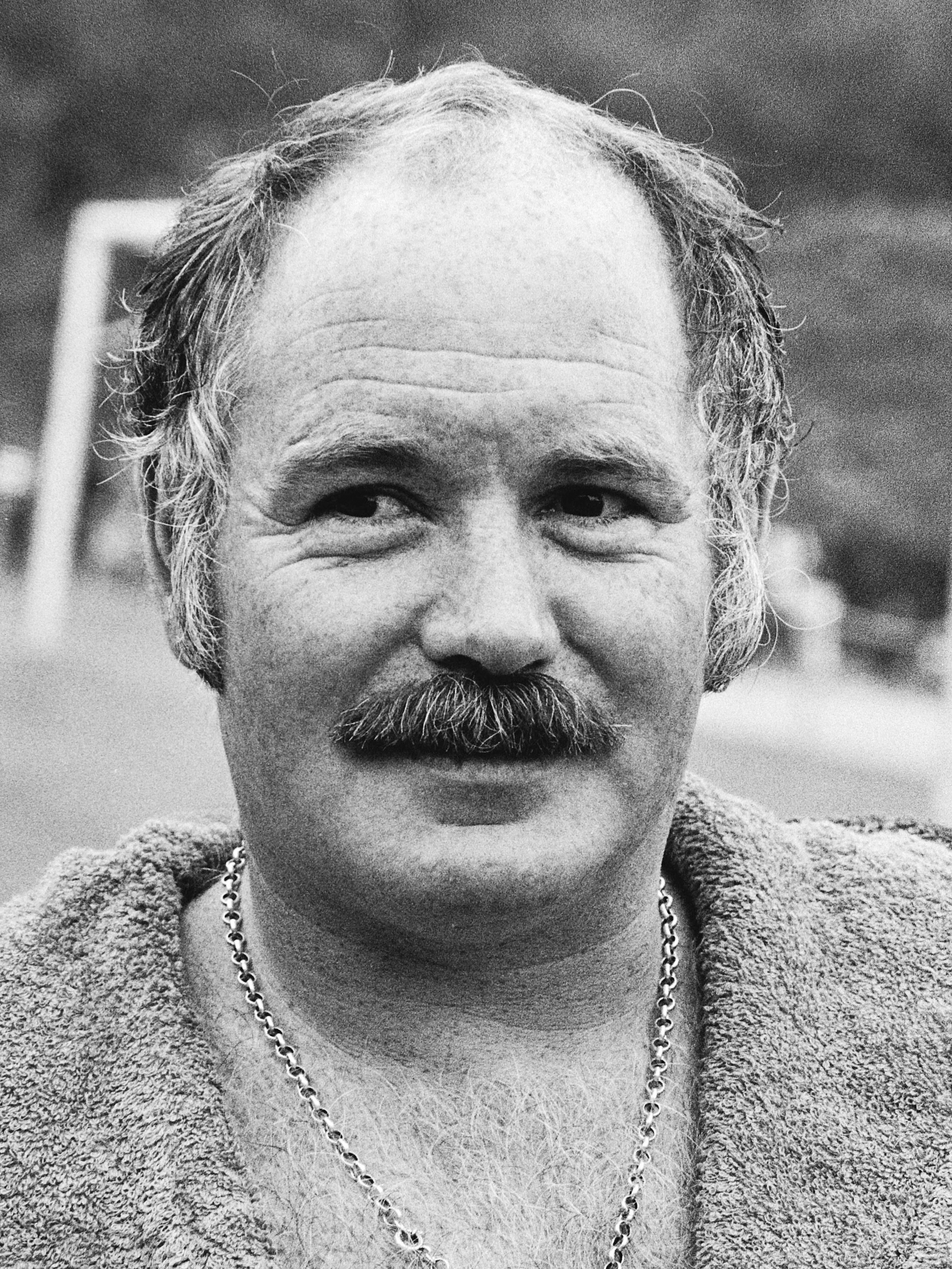
Nico Haak

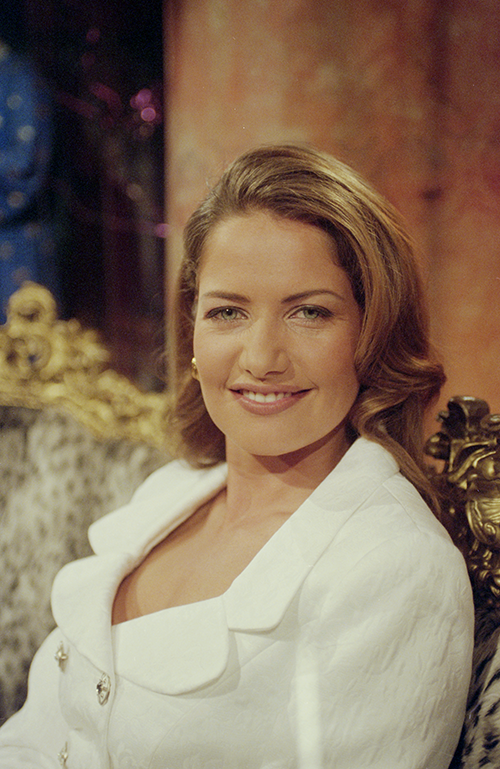
Mariska Hulscher

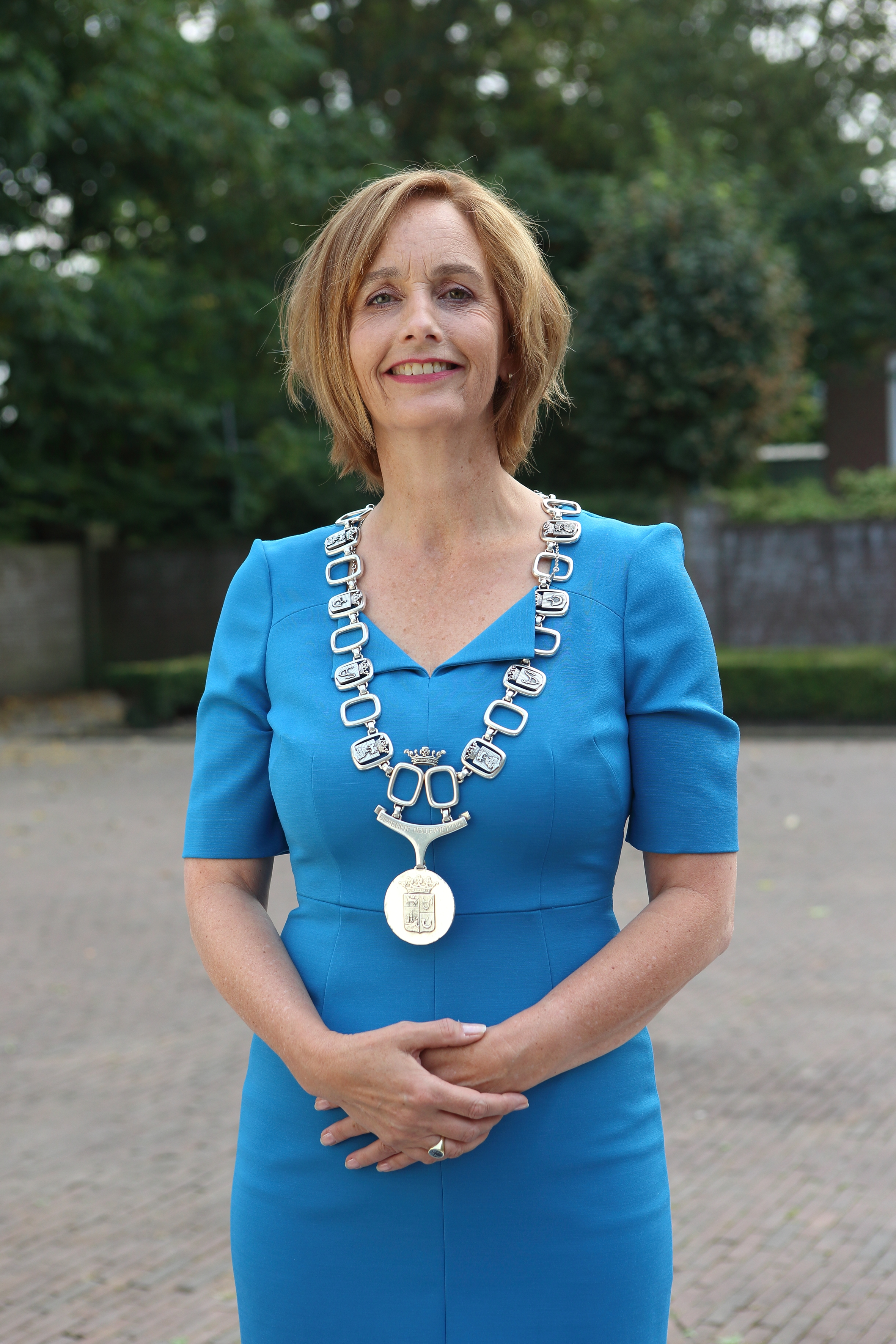
Milene Junius

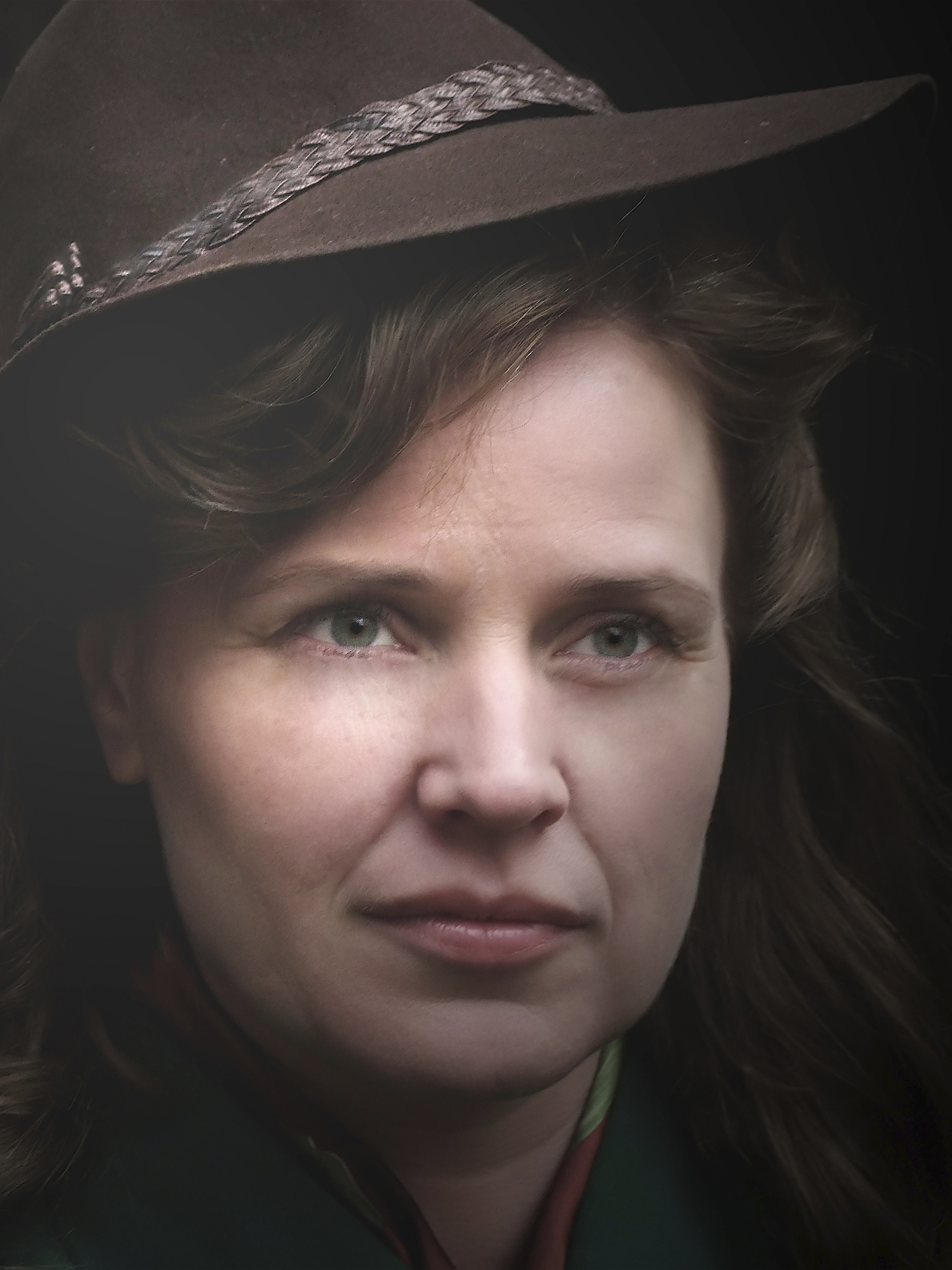
Ricky Koole

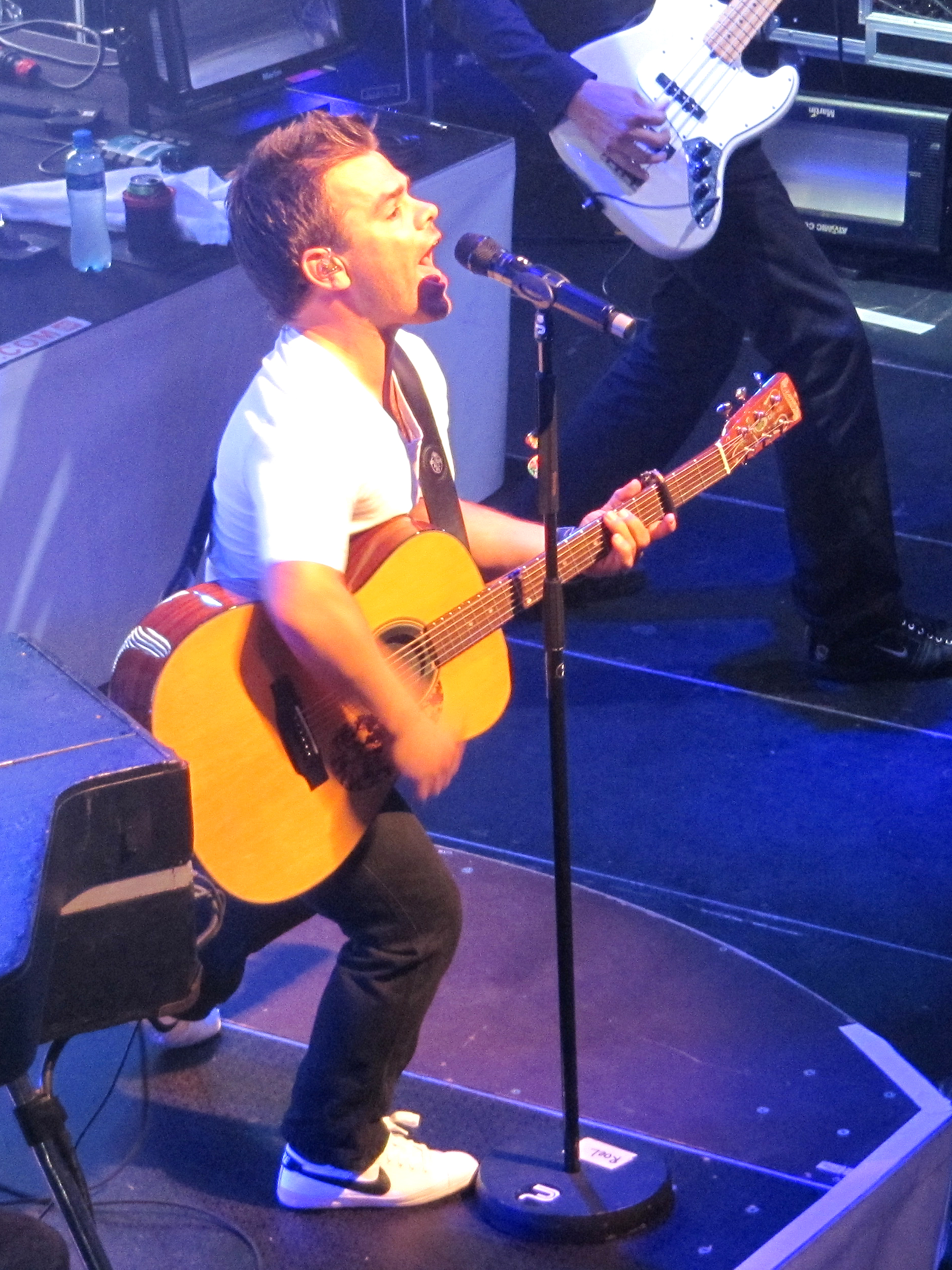
Roel van Velzen

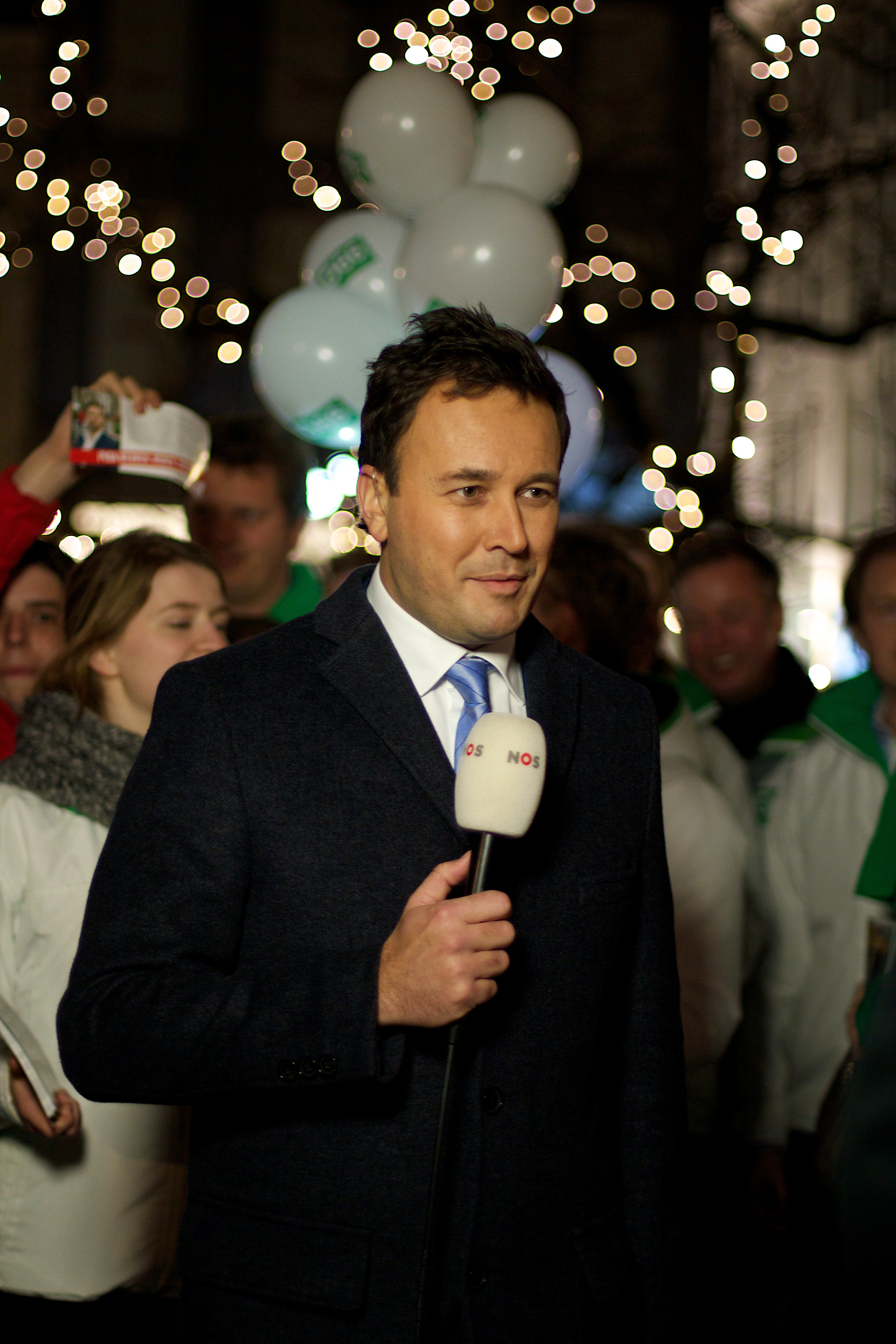
Xander van der Wulp

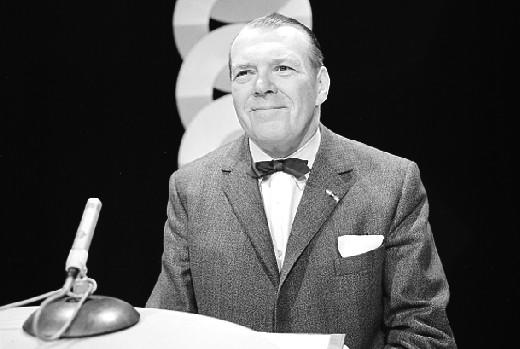
Jan Cottaar

### 1500-1750
- Cornelis Musius (1500-1572), katholiek priester, humanist en dichter
- Adam Sasbout (1516-1553), minderbroeder en classicus in Leuven
- Jan Joosten van Lodensteyn (1556-1623), koopman, een van de eerste Nederlanders in Japan
- Michiel Jansz. van Mierevelt (1566-1641), schilder
- Piet Hein (1577-1629), Zeevaarder (Delfshaven hoorde oorspronkelijk bij Delft)
- Hugo de Groot (1583-1645), rechtsgeleerde, wiens standbeeld op de Markt in Delft staat
- Frederik Hendrik van Oranje (1584-1647), stadhouder
- Balthasar Florisz. van Berckenrode (1591-1645) cartograaf
- Pieter Jansz. van Asch (1603-1678), schilder
- Karel van Mander (III) (1609-1670), schilder, kleinzoon van Karel van Mander I (1548-1606)
- Nicolaas Verburg (1620-1676), gouverneur van Formosa
- Jodocus van Lodenstein (1620-1677), predikant en dichter
- Antoni van Leeuwenhoek (1632-1723), wetenschapper
- Johannes Vermeer (1632-1675), schilder
- Anthonie Heinsius (1641-1720), raadspensionaris
- Philips van der Goes (1651-1707), vlootvoogd
- Johanna van Frytom (1662-1740), schilderes
- Maria Duyst van Voorhout (1662-1754) stichtte de Fundatie van Renswoude, opleidingsinstituten voor begaafde weeskinderen.
- Jan Proot (1741-1800), politicus
- Willem Hendrik Teding van Berkhout (1745-1809), politicus
- Martinus van Marum (1750-1837), arts, natuuronderzoeker en chemicus

### 1751-1900
- Gerrit Paape (1752-1803), schrijver, patriot, pamflettist
- Cornelis Wilhelmus Vinkhuyzen (1813-1893), arts
- Mienette van der Chijs (1814-1895), wereldreizigster, sociaal hervormster en publiciste
- Suzanne Manet (1829-1906), pianiste en de echtgenote van de schilder Édouard Manet
- Betsy Perk (1833-1906), schrijfster van romans en toneelstukken
- Marie Adrien Perk (1834-1916), predikant en schrijver
- Jacobus Adrianus Franken (1860-1927), hoofdcommissaris Amsterdam
- Arie Heederik (1862-1937), architect, ingenieur en docent
- Hubertus Salomon Hordijk (1862-1930), hoofdcommissaris Amsterdam
- Louis Marie Rollin Couquerque (1869-1960), jurist en waarnemend gouverneur van Suriname
- Antoinette van Hoytema (1875-1967), beeldend kunstenaar
- Toon Berg (1877-1967), glazenier
- Karel Paul van der Mandele (1880-1975), bankier en bestuurder
- Jan Thomée (1886-1954), voetballer en huisarts
- Wam Heskes (1891-1973), beeldend kunstenaar en acteur
- Henk Schilling (1893-1942), glazenier
- Levinus van Looi (1897-1977), journalist
- Cor van Oel (1899-1979), kunstschilder

### 1901-1950
- Johannes Bijsterveld (1901-1980), beeldhouwer
- Pim Boellaard (1903-2001), verzetsman 40-45
- Jan Cottaar (1915-1984), sportverslaggever
- Tinus Osendarp (1916-2002), atleet
- Kees van Moorsel (1916-1981), kunstenaar
- Pierre Louis d'Aulnis de Bourouill (1918-2012), verzetsstrijder en artillerie-officier
- Jan Jacob Roeters van Lennep (1918-2008), burgemeester
- Ton Lutz (1919-2009), acteur, regisseur, artistiek leider toneelgroep
- Gradus van Eden (1920-2003), beeldhouwer, schilder
- Jan Teulings (1920-1996), beeldhouwer
- Leen Timp (1921-2013), televisieregisseur en -producent
- Bram Bogart (1921-2012), kunstschilder
- J.M.W. Scheltema (1921-1947), dichter
- Pierre Malotaux (1923-2016), bedrijfskundige, organisatie-adviseur, hoogleraar
- Luc Lutz (1924-2001), acteur
- Hannie van Leeuwen (1926-2018), politica
- Pieter Lutz (1927-2009), acteur
- Klaas Halbertsma (1928-2009), ingenieur, organisatieadviseur en hoogleraar
- Kees Kalkman (1928-1998), botanicus
- Piet van Amstel (1929-2003), componist en organist van de Oude Kerk in Delft
- Rudolf Koumans (1929-2017), musicus, muziekpedagoog en componist
- Andries Hoogerwerf (1931-2024), politicoloog
- Bram van der Lek (1931-2013), politicus (PSP)
- Jaap Schreuder (1932-2018), korfbalscheidsrechter
- Arie van den Beukel (1933), natuurkundige
- Cees Douma (1933-2023), architect
- Piet Bukman (1934-2022), politicus
- Bob Goudzwaard (1934-2024), econoom en politicus
- Jacques Schols (1935-2016), jazzbassist
- Cees van Drongelen (1936-2021), tv-presentator
- Stien (Baas-)Kaiser (1938-2022), schaatsster
- Roel Kruize (1938), muziekmanager
- Nico Haak (1939-1990), zanger
- Wim Hazeu (1940-2024), schrijver en  biograaf
- Nico Kluiters (1940-1985), missionaris (vermoord in Libanon)
- Mar Bruinzeel (1941-2023), beiaardier en organist
- Kees Holierhoek (1941-2023), schrijver
- Piet van der Kruk (1941-2020), gewichtheffer en kogelstoter
- Otto Weekhout (1941), roeier
- Cees van Cuilenborg (1942), sportjournalist
- Gerard de Waardt (1942), organist en beiaardier
- Bert van Lingen (1945), voetbaltrainer
- Chris Kronshorst (1946), voetballer en voetbaltrainer
- Thijs Kwakkernaat (1946), voetballer
- Poul de Haan (1947), stuurman in de roeisport
- Jeanne Holierhoek (1947), vertaalster
- Peter Tetteroo (1947-2002), muzikant
- Polle Eduard (1948), singer-songwriter en componist
- Walter van Hauwe (1948), blokfluitist, muziekpedagoog
- Peter Koene (1948-2013), zanger
- George van Heukelom (1949-2023), politicus
- Peter Seilberger (1944), pianist

### 1951-1980
- Arjan Brass (1951-2007), zanger
- Ria Stalman (1951), atlete en sportverslaggever
- Wil de Visser (1952), voetbalster
- Ina van der Beek (1953), auteur
- Arjen Duinker (1956), dichter
- Clémence Ross-van Dorp (1957), politica en bestuurder
- Carla Ophorst (1958), atlete
- Nelleke Zitman (1958), actrice
- Pieter-Jaap Aalbersberg (1959), hoofdcommissaris van Amsterdam; vanaf 2019 Nationaal Coördinator Terrorismebestrijding en Veiligheid
- Marike van Lier Lels (1959), zakenvrouw
- Lennart van der Meulen (1959-2024), omroepbestuurder VPRO
- Chris Treling (1959), voetballer
- Frank Leistra (1960), hockeyinternational
- Atzo Nicolaï (1960-2020), politicus en bestuurder
- Gregor Bak (1961), televisiepresentator en muziekwetenschapper
- Khaldoun Alexander Elmecky (1961), acteur en regisseur
- Milène Junius (1961), politica
- Mieke van Ingen (1962), beeldend kunstenares
- Rogi Wieg (1962-2015), schrijver
- Peter Schrijver (1963), taalkundige en hoogleraar Keltologie
- Eric Wiebes (1963), politicus
- Mariska Hulscher (1964), tv-presentatrice en columniste
- Ronald van der Geer (1965), voetbalcommentator NOS
- Wimar Jaeger (1965), politicus, burgemeester
- Alexander Pechtold (1965), politicus
- Wessel van Diepen (1966), diskjockey en muzikant
- Karen Gerbrands (1967), politica
- Jan de Jong (1967), algemeen directeur van de NOS
- Nancy Jouwe (1967), cultuurhistoricus en schrijver
- Marnix Willem Steffen (1968), violist en dirigent
- Paulien Geerdink, fiscaal econoom en voormalig politica
- Michiel Mol (1969), zakenman
- Eeke van Nes (1969), roeister
- Dino Toso (1969-2008), directeur Aerodynamics voor het Renault F1 Team
- Simon Vroemen (1969), atleet
- Jeroen Windmeijer (1969), schrijver
- Sara De Roo (1970), Belgisch actrice
- Martine Sandifort (1970), kleinkunstenares
- Ronald van Assen (1971), schrijver
- Eddy van Hijum (1972), bestuurskundige en politicus
- Ricky Koole (1972), actrice en zangeres
- Pieter van der Kruk (1972), atleet
- Sander van der Marck (1972), roeier
- JB Meijers (1972), zanger en gitarist
- Isabelle de Ridder (1972), kinderboekenschrijfster
- Natacha Harlequin (1973), advocate
- Ockje Tellegen (1974), politica
- Xander van der Wulp (1974), parlementair verslaggever
- Eva Duijvestein (1976), actrice
- Richard de Mos (1976), politicus
- Geert den Ouden (1976), voetballer
- Ester Weststeijn-Vermaat (1977), politica
- Roel van Velzen (1978), muzikant
- Sytske van der Ster (1978), actrice
- Thamar Henneken (1979), zwemster
- Ionica Smeets (1979), wiskundige en wetenschapsjournaliste
- Marieke van der Wal (1979), handbalster

### Vanaf 1981
- Bastiaan Tamminga (1981), zwemmer
- Ferrie Bodde (1982), voetballer
- Anouk van Schie (1982), zangeres
- Greg Nottrot (1983), toneelregisseur en acteur
- Emiel Sandtke (1983), acteur
- Joan van den Akker (1984), atlete
- Julian Jenner (1984), voetballer
- Ard van Peppen (1985), voetballer
- Sytske de Groot (1986), roeister
- Michiel van den Berg (1987), voetballer
- Dennis van Winden (1987), wielrenner
- Sander Hoogendoorn (1988), diskjockey
- Marly van der Velden (1988), actrice
- Michaëlla Krajicek (1989), tennisster
- Jesper Asselman (1990), wielrenner
- Arantxa Rus (1990), tennisster
- Talitha Muusse (1991), televisiepresentatrice en onderneemster
- Thomas Smagge (1991), youtuber
- Boyan Slat (1994), uitvinder en ondernemer
- Glenn de Blois (1995), snowboarder
- Jeff Hardeveld (1995), voetballer
- Gera op den Kelder (1995), voetbalster
- Kelly Vollebregt (1995), handbalster
- Thijs van Dam (1997), hockeyer
- Nadine Noordam (1998), voetbalster
- Hennos Asmelash (1999), voetballer
- Victoria Pelova (1999), voetbalster
- Sonia Eijken (1999), actrice
- Jet van der Steen (2002), singer-songwriter
- Lynn Groenewegen (2003), voetbalster
- Noa Man (2004), freerunner en traceur
- Judith van der Helm (2005), handbalster
- Romaissa Boukakar (2006), voetbalster

### Geboortedatum onbekend
- Fatah, rapper

## Van elders afkomstig en woonachtig geweest in Delft
- Willem van Oranje (1533), prins/stadhouder
- Harman Schinckel (1535/36-1568), boekdrukker
- François Spierincx (1550-1630), wandtapijtwever
- Felix van Sambix (1553), onderwijzer en meesterschrijver
- Karel van Mander (II), (1579-1623) wandtapijtkunstenaar
- Elias Gouret de la Primaye (1586-1656) hofmeester Emilia van Nassau
- Balthasar van der Ast (1593 of 1594), schilder van bloemstillevens
- Carel Fabritius (1622), schilder
- Jan Steen (1626), schilder en herbergier
- Pieter de Hooch (1629), schilder
- Frederik van Frytom (1632) plateelschilder
- Reinier de Graaf (1641), arts en anatoom
- Adam Gerard Mappa (1754), patriot
- Karl Wilhelm Naundorff (~1785), zonderling
- Petrus Jacobus Kipp (1808), apotheker, chemicus en instrumentenmaker
- Jacques van Marken (1845), industrieel
- Martinus Willem Beijerinck (1851), microbioloog
- Hugo Tutein Nolthenius (1863), industrieel en kunstverzamelaar
- Pieter van Opmeer (1526–1594), historicus en schrijver
- Hubert Kornelisz. Poot (1869), dichter
- Pieter Zandt (1880-1961), predikant en policus
- Leo Lens (1893-1942), drukker en dichter
- Willem Meijer (1906-1942), verzetsstrijder in WOII
- Pierre van Hauwe (1920-2009), musicus en muziekpedagoog
- Jules de Corte (1924-1996), zanger/liedjesschrijver[1]
- Lex Haak (1930-2018), architect
- Jeroen Brouwers (1940-2022), schrijver
- Antonie Kamerling (1966-2010), acteur en zanger[2]